# Nijmeegse Vierdaagse 2007
De 91e editie van de Nijmeegse Vierdaagse werd gehouden van dinsdag 17 juli tot en met vrijdag 20 juli 2007. Er hebben bij de inschrijvingen die liepen van 5 februari tot en met 13 april 2007 totaal 42.825 mensen ingeschreven. Tussen de deelnemers liepen ook Amerikaanse veiligheidsagenten mee. De CIA-agenten bewaken de 65 Amerikaanse militaire deelnemers.
4.099 mensen die zich hadden ingeschreven, hadden hun startkaart, die verplicht is om deel te nemen, niet afgehaald en zijn afgehaakt. De traditionele Vlaggenparade in het Goffertstadion werd bijgewoond door ruim 11.000 mensen.
Naar aanleiding van de Hyperthermie tijdens de 2006 editie van de Vierdaagse werd voor deze editie wetenschappelijk onderzoek verricht door middel van pillen. Zeventig Vierdaagselopers in de leeftijd van 11 tot 83 jaar slikten vanaf de dag voor de start elke dag een pil met een chip er in die gegevens verzamelt over onder andere de lichamelijke inspanning, bloeddruk, hartslag en lichaamstemperatuur.